# ジョー・アリボ
ジョー・アリボ（Joe Aribo, 1996年7月21日 - ）は、イングランド・カンバーウェル出身のサッカー選手。サウサンプトンFC所属。ナイジェリア代表。ポジションはミッドフィールダー。

## 経歴
2015年9月にチャールトン・アスレティックFCのトライアルを受け、翌年6月に1年契約を結んだ。同年12月23日に、チャールトンとの契約を2019年まで延長した。
2018-19シーズン終了後にチャールトンから契約延長を打診されるも、スコティッシュ・プレミアシップのレンジャーズFCと4年契約を結んだ。
2022年7月9日、サウサンプトンFCと4年契約を結んだ。

### 代表歴
2019年8月、ウクライナ代表との親善試合を戦うナイジェリア代表に召集され、同試合で初出場を果たし初得点も記録した。10月13日には、ブラジル代表との親善試合で得点を挙げた。